# Салиштеа Ноуа (Клуж)
Салиштеа Ноуа (рум. Săliștea Nouă) насеље је у Румунији у округу Клуж у општини Бачу. Oпштина се налази на надморској висини од 482 m.

## Становништво
Према подацима из 2002. године у насељу је живело 178 становника, од којих су сви румунске националности.